# Années 990 av. J.-C.
Les années 990 av. J.-C. couvrent les années de 999 av. J.-C. à 990 av. J.-C.

## Événements
- Vers 1000-990 av. J.-C. : règne d'Ahiram, roi de Byblos. Son sarcophage comporte les premiers signes alphabétiques connus[1].
- 996-957 av. J.-C. : règne de Zhou Zhaowang, quatrième roi de la dynastie Zhou, en Chine[2].